# Saison 1980-1981 du Stade quimpérois
Maillots
Chronologie
Saison précédente Saison suivante
La saison 1980-1981 du Stade Quimpérois débute le 8 août 1980 avec la première journée du Championnat de France de Division 2 (Groupe B), pour se terminer le 23 mai 1981 avec la dernière journée de cette compétition.
Le Stade Quimpérois est également engagé en Coupe de France où il atteint le 32e de finale tour (éliminé par l'Angers SCO, club de Division 1, aux tirs au but).

## Résumé de la saison
En début de saison, le Stade quimpérois fusionne avec le Football féminin quimpérois.

### Une nouvelle saison moyenne en D2

#### En Division 2
Après une saison en Division 2 moyenne avec une 12e place à 3 points de la relégation, le club quimpérois est en Division 2 pour une cinquième saison consécutive à ce niveau, neuvième au total. La saison débute très bien puisque le club vogue entre la 4e et la 6e place. Malgré des affluences tournant autour de 1 500/2 000 spectateurs, lors des derbys contre le Stade rennais et l'EA Guingamp, ce sont plus de 5 000 spectateurs qui assistent à ces rencontres. Lors de la 14e journée, le Stade brestois se rend à Penvillers et 11 102 spectateurs, record du Stade Quimpérois à domicile, assistent à la victoire brestoise. Après cela, les Quimpérois enchaînent avec une seconde partie de saison moins réussie que la première, malgré une victoire lors de la 18e journée, le SQ ne gagne plus et enchaîne notamment 5 matchs nuls de rang et par conséquent s'enfonce dans le classement, voguant entre la 11e et la 14e place. À la fin de la saison, l'équipe quimpéroise enchaîne victoire à domicile et défaite à l'extérieur. Finalement, le Stade Quimpérois termine à la 13e place avec 30 points, à 2 points du premier relégable, l'USL Dunkerque. Remportant 10 victoires, faisant 10 matchs nuls et perdant 14 matchs, l'équipe a remporté 9 de ses 10 matchs à domicile, remportant seulement 8 points à l'extérieur. 

#### En Coupe de France
En Coupe de France, les Quimpérois s'imposent difficilement face à Scaër, jouant au niveau régional breton, trois buts à deux puis élimine à Penvillers, Saint-Pol-de-Léon sur le score de quatre buts à un. En 32e de finale, le douzième de son groupe se retrouve opposé au SCO d'Angers, alors dernier de première division. Le match est très serré puisqu'aucune équipe ne marque et le score reste vierge, 0-0. En seconde mi-temps, les Quimpérois et les Angevins font toujours jeu égal et la fin du temps réglementaire, le score reste de 0-0. En prolongation, aucune des deux équipes n'arrivent à marquer, et une séance de tirs au but doit avoir lieu afin de qualifier un des deux équipes. Finalement, les Angevins s'imposent 3 buts à 1, les Quimpérois sont éliminés en 32e de finale pour la première fois depuis quatre ans. Quant aux Angevins, ils seront éliminés par les Girondins de Bordeaux au tour suivant, encaissant deux lourdes défaites, 4-0 et 6-1.

## L'effectif de la saison
| Poste | Nat. | Nom                   | Naissance         | Sélection | Championnat | Championnat | Coupe France | Coupe France | Total Saison | Total Saison |
| Poste | Nat. | Nom                   | Naissance         | Sélection | M           | But inscrit | M            | But inscrit  | M            | But inscrit  |
| ----- | ---- | --------------------- | ----------------- | --------- | ----------- | ----------- | ------------ | ------------ | ------------ | ------------ |
| G     | FRA  | Jean-Marie Lachivert  | 25 août 1958      | -         | 33          | 0           | 1            | 0            | 34           | 0            |
| G     | FRA  | Jean-Yves Larzul      | 12 avril 1951     | -         | 1           | 0           | 0            | 0            | 1            | 0            |
| D     | FRA  | Gérard Thomas         | 10 mai 1949       | -         | 3           | 0           | 0            | 0            | 3            | 0            |
| D     | FRA  | Jean-Yves Lecoeur     | 21 juillet 1948   | -         | 3           | 0           | 0            | 0            | 3            | 0            |
| D     | FRA  | Yvan Le Breton        | 21 juin 1959      | -         | 0           | 0           | 0            | 0            | 0            | 0            |
| D     | FRA  | Claude Gestin         | 24 septembre 1955 | -         | 31          | 0           | 1            | 0            | 32           | 0            |
| M     | FRA  | Hervé Guermeur        | 12 février 1949   | -         | 28          | 1           | 1            | 0            | 29           | 1            |
| M     | FRA  | Jean-Paul Bouffandeau | 29 mars 1949      | -         | 30          | 4           | 1            | 0            | 31           | 4            |
| M     | FRA  | Alain Audinet         | Inconnue          | -         | 22          | 1           | 1            | 0            | 23           | 1            |
| M     | FRA  | Gérard Déru           | 4 octobre 1951    | -         | 33          | 8           | 1            | 0            | 34           | 8            |
| M     | FRA  | Dominique Barberat    | 8 octobre 1958    | -         | 34          | 3           | 1            | 0            | 35           | 3            |
| M     | FRA  | Patrick Bouricot      | 1er février 1953  | -         | 33          | 0           | 1            | 0            | 34           | 0            |
| M     | FRA  | Jean-François Bideau  | 22 février 1957   | -         | 33          | 0           | 1            | 0            | 34           | 0            |
| M     | FRA  | Thierry Reiller       | 5 mai 1960        | -         | 31          | 3           | 1            | 0            | 32           | 3            |
| A     | FRA  | Jean Gall             | 9 mai 1957        | -         | 3           | 0           | 0            | 0            | 3            | 0            |
| A     | FRA  | André Hémon           | 31 octobre 1952   | -         | 8           | 0           | 0            | 0            | 8            | 0            |
| A     | FRA  | Thierry Raphalen      | 3 novembre 1960   | -         | 13          | 1           | 1            | 0            | 14           | 1            |
| A     | FRA  | Hervé Guégan          | 26 juin 1963      | -         | 9           | 1           | 0            | 0            | 9            | 1            |
| A     | FRA  | Patrick Toulhouat     | 22 août 1958      | -         | 26          | 4           | 1            | 0            | 27           | 4            |
| A     | FRA  | Claude Louarn         | 19 août 1960      | -         | 0           | 0           | 0            | 0            | 0            | 0            |

## Les rencontres de la saison

### Liste
| Match | Date         | Compétition     | Tour          | Adversaire        | Lieu ¹ | Score     | Affluence |
| ----- | ------------ | --------------- | ------------- | ----------------- | ------ | --------- | --------- |
| 1     | 9 août       | Division 2      | 1             | Orléans           | D      | 2-1       | 3 029     |
| 2     | 16 août      | Division 2      | 2             | Rouen             | E      | 0-2       | 4 185     |
| 3     | 23 août      | Division 2      | 3             | Abbeville         | D      | 1-1       | 1 934     |
| 4     | 30 août      | Division 2      | 4             | Limoges           | E      | 1-0       | 2 802     |
| 5     | 6 septembre  | Division 2      | 5             | Guingamp          | D      | 0-2       | 5 176     |
| 6     | 13 septembre | Division 2      | 6             | Dunkerque         | D      | 2-0       | 1 574     |
| 7     | 20 septembre | Division 2      | 7             | Le Havre          | E      | 0-0       | 5 789     |
| 8     | 27 septembre | Division 2      | 8             | Montmorillon      | D      | 1-0       | 1 930     |
| 9     | 4 octobre    | Division 2      | 9             | Blois             | E      | 1-1       | 1 992     |
| 10    | 11 octobre   | Division 2      | 10            | Nœux-les-Mines    | D      | 1-0       | 1 415     |
| 11    | 18 octobre   | Division 2      | 11            | Reims             | E      | 0-4       | 3 289     |
| 12    | 25 octobre   | Division 2      | 12            | Rennes            | D      | 2-1       | 5 838     |
| 13    | 1er novembre | Division 2      | 13            | Caen              | E      | 0-1       | 2 965     |
| 14    | 8 novembre   | Division 2      | 14            | Brest             | D      | 0-1       | 11 102    |
| 15    | 16 novembre  | Division 2      | 15            | Paris FC          | E      | 1-1       | 1 319     |
| 16    | 22 novembre  | Division 2      | 16            | Châteauroux       | D      | 0-1       | 1 598     |
| 17    | 29 novembre  | Division 2      | 17            | Thionville        | E      | 0-2       | 2 198     |
| 18    | 6 décembre   | Division 2      | 18            | Rouen             | D      | 2-1       | 1 785     |
| 19    | 13 décembre  | Division 2      | 19            | Abbeville         | E      | 1-2       | 2 744     |
| 20    | 20 décembre  | Coupe de France | 6e tour       | Scaër             | E      | 3-2 (ap)  | 1 639     |
| 21    | 10 janvier   | Division 2      | 20            | Limoges           | D      | 0-1       | 745       |
| 22    | 17 janvier   | Coupe de France | 7e tour       | Saint-Pol-de-Léon | D      | 4-1       | -         |
| 23    | 24 janvier   | Division 2      | 21            | Guingamp          | E      | 1-1       | 2 935     |
| 24    | 31 janvier   | Division 2      | 22            | Dunkerque         | E      | 0-0       | 2 333     |
| 25    | 7 février    | Division 2      | 23            | Le Havre          | D      | 0-0       | 1 326     |
| 26    | 14 février   | Coupe de France | 32e de finale | Angers            | N      | 0-0 (1-3) | 3 847     |
| 27    | 21 février   | Division 2      | 24            | Montmorillon      | E      | 2-2       | 1 121     |
| 28    | 28 février   | Division 2      | 25            | Blois             | D      | 1-1       | 1 003     |
| 29    | 14 mars      | Division 2      | 26            | Nœux-les-Mines    | E      | 1-3       | 1 090     |
| 30    | 21 mars      | Division 2      | 27            | Reims             | D      | 2-2       | 940       |
| 31    | 28 mars      | Division 2      | 28            | Rennes            | E      | 0-1       | 2 454     |
| 32    | 18 avril     | Division 2      | 29            | Caen              | D      | 2-1       | 1 302     |
| 33    | 26 avril     | Division 2      | 30            | Brest             | E      | 0-2       | 7 326     |
| 34    | 2 mai        | Division 2      | 31            | Paris FC          | D      | 1-0       | 921       |
| 35    | 9 mai        | Division 2      | 32            | Châteauroux       | E      | 0-2       | 1 764     |
| 36    | 16 mai       | Division 2      | 33            | Thionville        | D      | 2-1       | 870       |
| 37    | 23 mai       | Division 2      | 34            | Orléans           | E      | 0-1       | 1 028     |

- 1 N : terrain neutre ; D : à domicile ; E : à l'extérieur ; drapeau : pays du lieu du match international ; () tirs au but

### Affluence
L'affluence à domicile du Stade Quimpérois atteint un total :
- de 42 488 spectateurs en 17 rencontres de Division 2, soit une moyenne de 2 499/match.

Affluence du Stade Quimpérois à domicile

## Bilan des compétitions
| Compétition     | Vainqueur final | Débute au tour | Place ou tour final | Première rencontre | Dernière rencontre | Nombre |
| --------------- | --------------- | -------------- | ------------------- | ------------------ | ------------------ | ------ |
| Division 2      | Stade brestois  | 1re journée    | 13e du Groupe B     | 8 août 1980        | 23 mai 1981        | 34     |
| Coupe de France | SEC Bastia      | 6e tour        | 32e de finale       | 20 décembre 1980   | 14 février 1981    | 3      |

### Division 2 - Groupe B

#### Classement
| Rang | Équipe    | Pts | J  | G  | N  | P  | Bp | Bc | Diff |
| ---- | --------- | --- | -- | -- | -- | -- | -- | -- | ---- |
| 10   | Reims     | 32  | 34 | 13 | 6  | 5  | 56 | 55 | +1   |
| 11   | Abbeville | 31  | 34 | 9  | 13 | 12 | 44 | 48 | -4   |
| 12   | Blois     | 30  | 34 | 9  | 12 | 13 | 34 | 45 | -11  |
| 13   | Quimper   | 30  | 34 | 10 | 10 | 14 | 27 | 39 | -12  |
| 14   | Limoges   | 29  | 34 | 11 | 7  | 16 | 32 | 48 | -16  |
| 15   | Paris FC  | 28  | 34 | 9  | 10 | 15 | 36 | 34 | +2   |
| 16   | Dunkerque | 28  | 34 | 10 | 8  | 16 | 34 | 42 | -8   |

#### Résultats
| Total  | Total  | Total | Total | Total | Total | Total | Total | Domicile | Domicile | Domicile | Domicile | Domicile | Domicile | Extérieur | Extérieur | Extérieur | Extérieur | Extérieur | Extérieur |
| Matchs | Points | V     | N     | D     | BP    | BC    | Diff. | V        | N        | D        | BP       | BC       | Diff.    | V         | N         | D         | BP        | BC        | Diff.     |
| ------ | ------ | ----- | ----- | ----- | ----- | ----- | ----- | -------- | -------- | -------- | -------- | -------- | -------- | --------- | --------- | --------- | --------- | --------- | --------- |
| 34     | 30     | 10    | 10    | 14    | 27    | 39    | -12   | 9        | 4        | 4        | 19       | 14       | +5       | 1         | 6         | 10        | 8         | 25        | -17       |

#### Résultats par journée
| Journée   | 01 | 02 | 03 | 04 | 05 | 06 | 07 | 08 | 09 | 10 | 11 | 12 | 13 | 14 | 15 | 16 | 17 | 18 | 19 | 20 | 21 | 22 | 23 | 24 | 25 | 26 | 27 | 28 | 29 | 30 | 31 | 32 | 33 | 34 |
| --------- | -- | -- | -- | -- | -- | -- | -- | -- | -- | -- | -- | -- | -- | -- | -- | -- | -- | -- | -- | -- | -- | -- | -- | -- | -- | -- | -- | -- | -- | -- | -- | -- | -- | -- |
| Terrain   | D  | E  | D  | E  | D  | D  | E  | D  | E  | D  | E  | D  | E  | D  | E  | D  | E  | D  | E  | D  | E  | E  | D  | E  | D  | E  | D  | E  | D  | E  | D  | E  | D  | E  |
| Résultats | V  | D  | N  | V  | D  | V  | N  | V  | N  | V  | D  | V  | D  | D  | N  | D  | D  | V  | D  | D  | N  | N  | N  | N  | N  | D  | N  | D  | V  | D  | V  | D  | V  | D  |
| Points    | 2  | 2  | 3  | 5  | 5  | 7  | 8  | 10 | 11 | 13 | 13 | 15 | 15 | 15 | 16 | 16 | 16 | 18 | 18 | 18 | 19 | 20 | 21 | 22 | 23 | 23 | 24 | 24 | 26 | 26 | 28 | 28 | 30 | 30 |
| Place     | 2  | 12 | 10 | 8  | 12 | 8  | 7  | 5  | 5  | 4  | 5  | 5  | 5  | 8  | 6  | 9  | 11 | 8  | 10 | 13 | 13 | 13 | 12 | 12 | 11 | 12 | 12 | 14 | 13 | 14 | 13 | 13 | 12 | 13 |

Source : Liste des rencontres

Terrain : D = Domicile ; E = Extérieur. Résultat: D = Défaite ; N = Nul ; V = Victoire.

### Autres références
1. ↑  France Football Officiel, 16 juillet 1980, p. 9